# Yonis Farah
Yonis Abdirizak Farah (Somali Yonis Cabdirisaaq Faarax; * 4. September 1999 in London), auch in der Schreibweise Yonis Abdirisaq Farah oder kurz Yonis Farah, ist ein somalischer Fußballspieler bevorzugt eingesetzt auf der Position eines Linksverteidigers. Er ist zurzeit für Banbury United in England und die somalische Fußballnationalmannschaft aktiv.

## Karriere

### Verein
Der in England geborene Farah erlernte das Fußballspielen in der Jugend des Vereins Southend United, für den er bis zum Jahr 2018 aktiv blieb. Nachdem er aus deren Reihen entlassen worden war, war er kurzzeitig vereinslos. 2019 verließ er seine englische Heimat in Richtung Norwegen und schloss sich dort den unterklassigen Verein Trysil FK an, wo er in 19 Ligaspielen zum Einsatz kam. Nach einer Saison verließ er den Klub bereits wieder und es folgten kurze Stationen bei den unterklassigen schwedischen Vereinen Ytterhogdals IK und Eskilstuna City FK. Nachdem er 2022 erneut vereinslos wurde, verließ er Schweden und schloss sich dem irakischen Erstligisten al-Diwaniya SC in der Stadt Diwaniyya an. Hier belegte er mit der Mannschaft, an der Seite von Prince Balde, den Rang des Tabellenletzten und stieg mit den Verein daraufhin in die Zweitklassigkeit ab. Noch vor Beginn der neuen Saison kehrte er in seine englische Heimat zurück und schloss sich dort dem unterklassigen Klub Banbury United an.

### Nationalmannschaft
Sein Debüt für die somalische Fußballnationalmannschaft gab Farah am 5. September 2019, im Rahmen der Qualifikation zur Fußball-Weltmeisterschaft 2022 unter Trainer Bashir Hayford, gegen die Auswahl von Simbabwe (0:0). Noch im gleichen Jahr gehörte er neben Liban Abdulahi, Hussein Mohamed und Torhüter Said Aweys Ali zum Aufgebot der Ocean Stars beim CECAFA Cup 2019 in Uganda und kam dabei in den Partien gegen Dschibuti (0:0), Burundi (0:1) und Eritrea (0:0), zum Einsatz. Zudem war er ebenfalls Teilnehmer an Qualifikationsspielen zur Fußball-Weltmeisterschaft 2022 und der Afrikameisterschaft 2024, konnte dabei jedoch keine nennenswerten Erfolge mit der Mannschaft erzielen. Seinen letzten Einsatz im Trikot der Ocean Stars absolvierte Farah am 27. März 2022, im Rahmen der Qualifikation zur Afrikameisterschaft 2024 unter Trainer Pieter de Jongh, gegen die Auswahl von Eswatini (2:0). Insgesamt absolvierte er bisher sieben Länderspiele, ein Tor gelang ihn dabei bislang nicht.